# 刘杰 (1915年)
刘杰（1915年2月17日—2018年9月23日），原名刘渤生，男，汉族，河北省威县张营乡邵梁庄人，中华人民共和国政治人物。

## 生平

### 中华民国时期
1915年2月17日出生于一个富农家庭。父亲刘吟皋为清末举人，曾任教于保定第二女子师范、育德中学，民国时期出任直隶省议会议员，后辞职归乡。刘杰早年在南宫县立中学就读。1930年，转到河北沧县第二中学读书。1932年，加入中国共产党，任沧县第二中学党支部书记。同年，因领导学生罢课，反对日本侵略山海关，被学校开除学籍。1933年，赴北平镜湖中学读书（由李镜湖创建）。同年5月，因冯玉祥在张家口组织察哈尔民众抗日同盟军，刘杰离开学校，参加同盟军，并先后任司令部宣传员、同盟军军政干校党支部书记。同年9月，同盟军失败后，刘杰返回北平，出任共青团北平东区区委书记。1934年3月，中共北平党、团及外围组织遭严重破坏，刘杰与团市委书记孙会闽一同被捕，两人随后乘看守不备逃出。因组织被破坏，于1935年重新加入中国共产党。同年5月，中共北平市地下党组建市工作委员会，刘杰负责市委刊物《火线》的翻印工作。1936年年初，他调任中共北平市西郊区委书记；9月，到东北军五十三军119师黄显声部做统战工作。不久，黄显声等人为营救张学良而被国民党逮捕；同年12月，刘杰返回北平。1937年3月，任中共北平市委委员兼农委书记，负责北平西郊工作。
抗日战争爆发后，中共中央北方局决定北平党组织撤离，刘杰负责撤离工作。11月，他出任宛平中心县委书记，负责组织抗日游击队。他率一批学生与八路军总部派遣的一个班及地下党组织汇合，组建一支200多人的游击队，在北平西郊斋堂、宛平县、青白口一带活动。1938年3月，任中共晋察冀三分区地委书记，负责组织抗日游击队，并开展减租减息运动。1943年至1945年9月，他在延安中央党校学习。其间，出席了中国共产党第七次全国代表大会，担任选举中央委员的检票员。
日本投降后，他出任中共察哈尔省委副书记并主持工作。1947年，任中共察哈尔省委书记。1948年5月，他带领千余名干部南下豫西。6月1日，中共豫西区委、行政公署在鲁山县城成立。张玺为区党委书记，刘杰为第二书记。6月7日，中原军区司令员刘伯承宣布成立豫西军区，韩钧被任命为军区司令员（因病未任），李成芳为代司令员，文建武、孔从周任副司令员；张玺兼任豫西军区政委，刘杰、裴孟飞、雷荣天为副政委。之后，刘杰协助张玺等人在豫西开展土地改革。1948年10月24日，解放军第二次攻占开封，中原局决定成立开封特别市委，由豫皖苏中央分局副书记吴芝圃兼任书记，刘杰任副书记，韩劲草为办公室主任。随后吴芝圃另有任命，刘杰实际主持开封工作。1949年5月，升任中共河南省委副书记。

### 中华人民共和国时期
中华人民共和国成立后，1950年8月，刘杰调中南军政委员会，任计委副主任兼工业部长。1950年3月9日至15日，河南省第一届各界人民代表会议在开封市举行，刘杰当选为河南省政协副主席。1951年1月16日，公私合营的华新水泥改组董事会，刘杰出任董事长。
当时中华人民共和国刚成立不久，政务院财政经济委员会和后来成立的中央人民政府国家计划委员会，曾经编制过年度计划纲要，但都因经验不足、地质资源情况不清、可供使用的统计资料极少、人才不足、知识不足等因素，无法成行。1953年开始，中国计划实行发展国民经济的第一个五年计划，急需矿产资源的保证，为此决定成立地质部。1952年8月7日，中央人民政府委员会第十七次会议后，通过决议成立中央人民政府地质部，召集刘杰回调北京，出任中央人民政府地质部副部长兼党组书记，与部长李四光一起制定地质勘探规划并组织实施。此外，国务院成立秘密机构“普查第二办公室”，毛泽东任命由刘杰负责，参与者只有安桐馥、高之研、杨士文、曾卓荣，负责寻找制造原子弹的铀矿。当时查阅国内所有资料，发现两份与放射性相关的记载，一个是满洲国时期日本人富田达记载的辽宁海城县大房身伟晶矿中有铀，另一个是1945年南延宗、吴磊伯记载的广西富钟县黄羌坪发现的放射性矿物。1954年，高之研带队在辽宁发现800公斤的铀储量，但价值不大。随后他们再次去广西勘察，并发现富集的铀矿。标本返回北京后，1955年1月14日，刘杰向周恩来汇报。次日，毛泽东在中南海丰泽园书屋主持中央书记处扩大会议，听取李四光、钱三强、刘杰关于原子能汇报。在盖革计数器探测确认铀矿后，毛泽东当场表示要发展原子能。

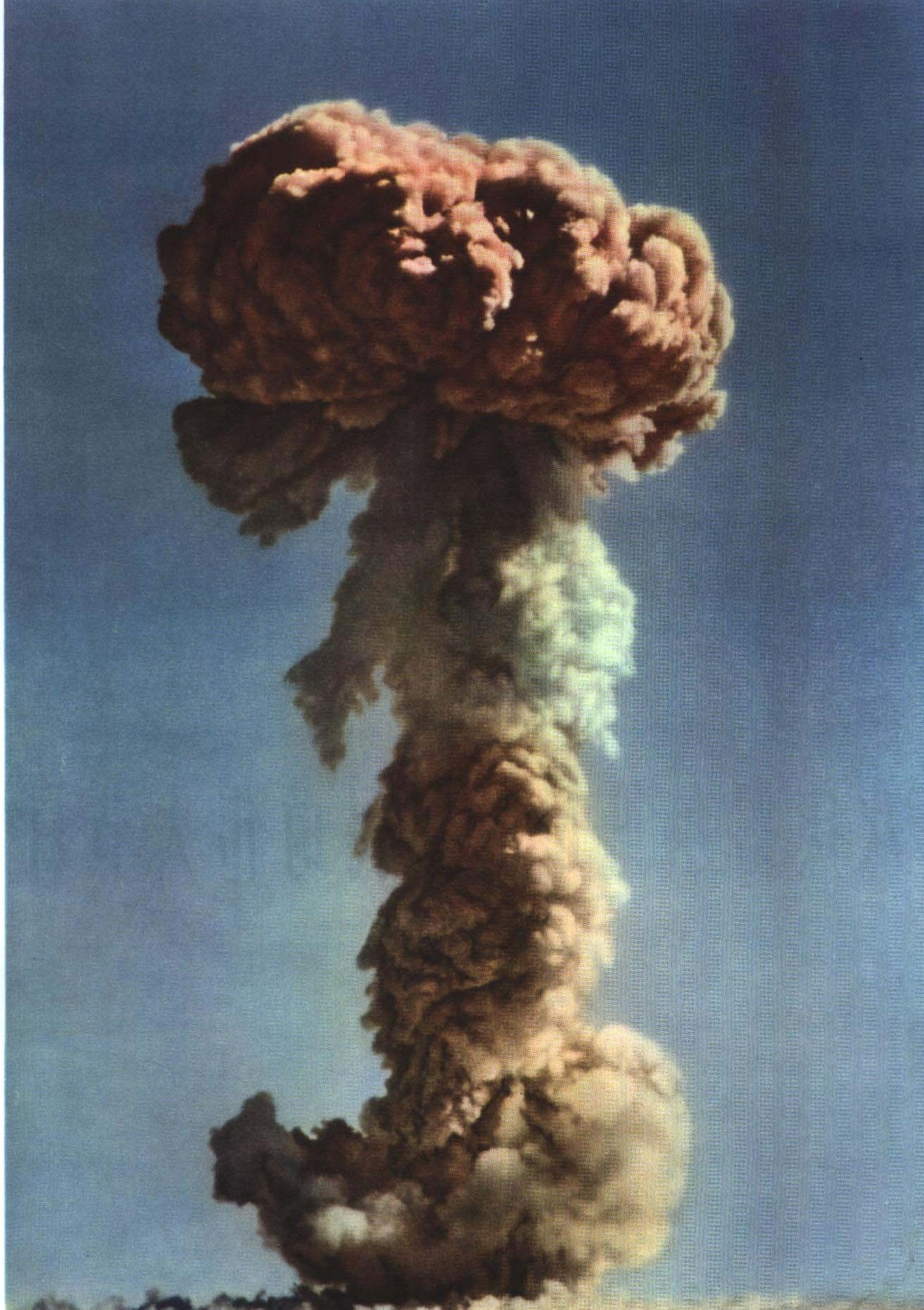
1962年，刘杰向中共中央提出进行第一颗原子弹的试验建议。1964年10月16日试验成功

1955年5月5日，中共中央决定调刘杰进入国务院第三办公室，担任副主任（主任薄一波），负责组织原子能事业筹建工作。5月7日，刘杰、钱三强向薄一波与中共中央建议筹建原子能委员会。1956年4月12日，政治局决定批准成立和平利用原子能委员会，直属国务院，由陈云担任主任，郭沫若、李富春、李四光、宋任穷担任副主任，刘杰担任秘书长。同时，刘杰与刘伟、钱三强等正率中国代表团访问莫斯科，与苏联商谈工业援助谈判，并咨询原子能工业的组织管理意见。回国后，他向周恩来建议筹建原子能事业部，周恩来在征询建议后，认为成立原子能事业部能提高效率，并不再设原子能委员会。当年11月16日，方案提请第一届全国人大常委会第51次会议审议，但保密起见，定为第三机械工业部，刘杰担任副部长。但由于实践中各部门工作并不方便，1958年各部门合并重组，第三机械工业部更名为第二机械工业部（原第二机械工业部与第一机械工业部合并），刘杰调任该部副部长。1960年，任第二机械工业部部长。1962年8月，他向中共中央提出的1964年进行第一颗原子弹试验的建议，得到赞同与批准。同年9月11日，他代表二机部正式向中共中央提出争取1964年最迟在1965年上半年爆炸的中国第一颗原子弹的“两年规划”。11月17日，中共中央成立了以周恩来为主任的15人专门委员会（周恩来、贺龙、李富春、李先念、薄一波、陆定一、聂荣臻、罗瑞卿、赵尔陆、张爱萍、王鹤寿、刘杰、孙志远、段君毅、高扬），全权领导中国核工业、核武器、核试验及核科学技术工作。1964年1月，中国铀浓缩厂生产出可用于原子弹标准的高浓度铀。4月11日，专门委员会决定准备原子弹爆炸试验，并在10月16日试验成功。
1965年、1966年，二机部相继完成了核航弹、加强弹、核导弹、氢弹等试验。文化大革命爆发后，红卫兵开始冲击了二机部，刘杰只能在北京饭店、西颐宾馆等地流动办公。1966年10月27日，原子弹与导弹结合试验成功。12月，刘杰到基地确保氢弹设置完毕检查。1967年6月17日，氢弹空投试验成功。但此时由于文革扩大化，中共中央对二机部实施军管，刘杰被迫“靠边站”。
文化大革命期间，刘杰遭到批斗、管制，下放到五七干校劳动。1978年10月16日，中共中央改组河南省革命委员会，任命段君毅为主任、刘杰出任副主任，免去刘建勋的主任职位（同年12月免除王维群的副主任职位），开始着手处理河南问题。1978年10月，中共中央改组中共河南省委，任命刘杰出任河南省委常务书记。1979年9月，任河南省人民政府省长。1981年1月，任省委第一书记。1983年3月至1985年4月，出任中共河南省委书记，兼任中共河南省委党校校长。期间他组织负责拨乱反正、澄清和平反了大批冤假错案。1982年，他被选为中央顾问委员会委员。1984年，他到北京亲自邀莫干山会议骨干人员组成了河南咨询团（团员有王岐山、朱嘉明、黄江南等）到河南宣传经济体制改革。1985年11月，离开河南返回北京。1987年10月，在中国共产党第十三次全国代表大会上继续当选为中央顾问委员会委员。
为表彰他的突出贡献，2009年1月，人民大会堂举行首届管理科学奖颁奖大会上，刘杰荣获“管理科学特殊贡献奖”。2018年9月23日，刘杰在广东深圳逝世，享年104岁。

## 家庭
刘杰的妻子李宝光在1938年相识，当时李宝光在专区抗日妇女联合会担任主任，两人婚后育有六个孩子。李宝光后来担任全国妇联副主席。